# Finntjärnen, Härjedalen
Finntjärnen är en sjö i Härjedalens kommun i Härjedalen och ingår i Ljusnans huvudavrinningsområde. Sjön har en area på 0,102 kvadratkilometer och ligger 940,5 meter över havet.

## Delavrinningsområde
Finntjärnen ingår i det delavrinningsområde (695523-131939) som SMHI kallar för Inloppet i Långbrottssjöarna. Medelhöjden är 978 meter över havet och ytan är 5,74 kvadratkilometer. Det finns ett avrinningsområde uppströms, och räknas det in blir den ackumulerade arean 19,3 kvadratkilometer. Tännån som avvattnar avrinningsområdet har biflödesordning 2, vilket innebär att vattnet flödar genom totalt 2 vattendrag innan det når havet efter 431 kilometer. Avrinningsområdet består mestadels av kalfjäll (98 procent). Avrinningsområdet har 0,11 kvadratkilometer vattenytor vilket ger det en sjöprocent på 1,8 procent.